# Jeret Onom
Jeret Onom is een bestuurslaag in het regentschap Gayo Lues van de provincie Atjeh, Indonesië. Jeret Onom telt 232 inwoners (volkstelling 2010).